# 南41線
 南41線，「佳里～永樂」線，是位於臺南市的一條區道，北起臺南市佳里區東寧、忠仁及建南里交界處佳里市區，南至臺南市西港區永樂里大塭寮，全長 6.486 公里。
南41線預計跨曾文溪與四等五十七道路連結，計畫名稱為「安南區四等五十七道路工程延伸至西港區南四十一線區道拓寬工程」。

## 行經行政區域
臺南市
- 佳里區：起點 0.0k，東寧、忠仁及建南里交界處佳里市區，中山路（市道176號，新生路與中山路交叉路口）→（勝利路）→（南勢橋，跨大寮大排[1]）→區界（部份路段為兩區交界）
- 西港區：區界（部份路段為兩區交界）→劉厝里（南46線叉路）→蚶西港→（劉厝橋，跨七股溪／劉厝大排[1]）→劉厝（南34線交叉路）→劉厝、竹林里交界處（成功橋）→劉厝、竹林及新復里交界處（成功南橋）→竹林、新復里交界處（南36線叉路）→竹林、新復及永樂里交界處（市道173號交叉路）→新復、永樂里交界處（南42線共線起點）→永樂里大塭寮（南42線共線終點）→終點 6.486k，永樂、新復里交界處（連接南40線）

## 沿線景點及寺廟
- 南41線沿線：
  - 佳里區：佳里金唐殿（重要廟宇）、幽冥殿、鎮南宮，南勢九龍殿振繩堂祖祠，建南里福德祠。
  - 西港區：蚶西港開仙真宮、小共王廟、共王公天人媽廟，劉厝聖帝宮、劉厝古墓，竹林里成功國小蝴蝶園，大塭寮張宅、保安宮。

## 連接道路
- 南41線沿線可連接以下公路：
  - 台19線（鄰近本區道起點）
  - 市道173號
  - 市道176號（本區道起點）
  - 南32線（鄰近本區道起點）
  - 南34線
  - 南37線（鄰近本區道起點）
  - 南40線（本區道終點）
  - 南42線（大塭寮路段，短暫共線）
  - 南43線（鄰近本區道終點）
  - 南46線